# Museu Actiu de les Dones en la Guerra i la Pau
El Museu Actiu de les Dones en la Guerra i la Pau és un museu de Tòquio (Japó) impulsat des de l'any 2000 i creat el 2005 que conserva totes les gravacions dels testimonis de dones utilitzats pel Tribunal de Dones Internacional contra els Crims de Guerra i l'Esclavatge Sexual de l'Exèrcit Japonès. S'obrí gràcies a l'activisme de la periodista Yayori Matsui, presidenta de la Violence Against Women in War Network (VAWW-Net) per tal de divulgar entre les generacions futures els crims de guerra comesos contra les dones durant els conflictes bèl·lics a diferents països. El Museu, amb una exposició permanent dedicada als crims de guerra de l'exèrcit japonès durant la Segona Guerra Mundial i la violència sexual durant el conflicte, compta també amb un centre de recerca, organitza seminaris i publica estudis sobre la temàtica de gènere.
El 1931 el Japó, enmig d'un creixent autoritarisme militar imperialista, ocupà Manxúria. Dos anys després es retirà de la Societat de Nacions. Havent eliminat l'oposició democràtica de l'interior del país, el 1937 esclatà la guerra contra la Xina. Poc després, el desembre de 1941, amb l'atac sorpresa de l'exèrcit japonès a la base militar nord-americana de Pearl Harbor, el Japó –aliat amb l'Alemanya nazi i la Itàlia feixista– entrà en guerra contra els Estats Units estenent-se la guerra al Pacífic i al sud-est asiàtic. Amb el bombardeig atòmic de l'exèrcit americà a les ciutats d'Hiroshima i Nagasaki el 6 i 9 d'agost de l'any 1945, la guerra estava decidida. El 2 de setembre d'aquell mateix any, el Japó signava la capitulació davant dels Estats Units.